# Il Giornale
O il Giornale é um jornal diário em italiano, de cariz conservador, publicado em Milão, Itália.

## História e perfil
O jornal foi fundado em 1974 pelo jornalista Indro Montanelli, juntamente com os colegas Enzo Bettiza, Ferenc Fejtő, Raymond Aron e outros, após algumas divergências com a nova linha editorial pró-esquerda adotada pelo jornal Corriere della Sera, onde Montanelli havia sido um dos colaboradores mais importantes. Montanelli deixou o Corriere della Sera em 1973.
O jornal foi publicado pela primeira vez em 25 de junho de 1974 como il Giornale nuovo, contando com Indro Montanelli como editor e membro do conselho executivo e com um escritório composto por 59 jornalistas. Em 1977, Montanelli, em dificuldades financeiras, aceitou uma oferta de Silvio Berlusconi, que se tornou o novo proprietário.
Em 1983, o jornal foi renomeado como il Giornale. Quando Berlusconi entrou na política em dezembro de 1993, Montanelli deixou o jornal, temendo pela sua própria independência, e fundou o jornal diário La Voce. Em 1992, Berlusconi deixou o papel de dono do il Giornale para o seu irmão Paolo. Em 2003, a editora do jornal, Società Europea di Edizioni, era propriedade de Paolo (58,3%) e da Mondadori Editori (41,7% direta e indiretamente).
O jornal foi publicado em formato standard até maio de 2005, quando mudou para o formato tabloide. Em maio de 2005, o il Giornale iniciou sua versão online. Em 2007, a revista mensal de negócios Espansione tornou-se um suplemento do jornal.
Em 2016, a Società Europea di Edizioni ainda era parcialmente detida diretamente em 36,90% pela Arnoldo Mondadori Editore, sendo que em 2017 foi relatado que Roberto Amodei, proprietário de vários jornais desportivos da Itália, teria interesse em subscrever um aumento de capital da Società Europea di Edizioni.

## Circulação
| Ano  | Cópias  | Ref    |
| ---- | ------- | ------ |
| 1997 | 218.741 | [ 15 ] |
| 2000 | 235.000 | [ 16 ] |
| 2001 | 228.198 | [ 9 ]  |
| 2002 | 219.363 | [ 9 ]  |
| 2003 | 216.000 | [ 10 ] |
| 2004 | 208.407 | [ 17 ] |
| 2008 | 192.667 | [ 18 ] |
| 2009 | 184.882 | [ 19 ] |
| 2010 | 183.923 | [ 19 ] |
| 2012 | 79.125  | [ 20 ] |

### Il Giornale della Libertà
O Il Giornale della Libertà era um semanário político gratuito, liderado por Michela Vittoria Brambilla e anexado ao Il Giornale, mas foi severamente criticado pela sua equipa editorial, que mais tarde entrou em greve (pela segunda vez após a partida de Indro Montanelli).

## Editores
- Indro Montanelli (1974-1994)
- Vittorio Feltri (1994-1997)
- Mario Cervi (1997–2001)
- Maurizio Belpietro (2001–2007)
- Mario Giordano (2007–2009)
- Vittorio Feltri (2009–2010)
- Alessandro Sallusti (2010 - presente)